# SpC Rudolfshügel
Sport-Club Rudolfshügel was een Oostenrijkse voetbalclub uit het Weense stadsdeel Favoriten.

## Geschiedenis

### Oprichting en afsplitsing van Hertha
SpC Rudolfshügel werd in september 1902 opgericht met blauw-witte clubkleuren, het was de eerste voetbalclub uit de arbeiderswijk Favoriten. Eerste spelers waren Cervenka, Gmeiner, Peter Weihrauch, Karl Beck, Polla, Susa, Rußwurm, Blaha, Millacek, Mixa, Struber en Wilhelm Weihrauch. Een jaar later sloot de club zich bij de voetbalbond aan. In 1904 waren er onenigheiden in de club zodat enkele spelers zich van de club afscheidden en ASV Hertha Wien oprichtten. Beide clubs werden aartsrivalen. 

### Eerste kampioenschap 1912
Van 1904 tot 1907 werd er een dominerende rol gespeeld in de 2de klasse en op 25 september 1907 promoveerde de club naar de hoogste klasse. In 1911/12 was de club medeoprichter van het eerste officiële kampioenschap. Hier trof de club voor het eerst Hertha op 29 oktober 1911. Het werd een doelpuntenfestijn voor SpC dat met 7-0 won. De eerste derby in de thuishaven van Hertha werd evenwel met 1-0 verloren. Aan het einde van het seizoen hadden beide rivalen evenveel punten en werden er 2 testwedstrijden gespeeld. Hertha won beide wedstrijden met 3-1. Rudolfshügel speelde een laatste wedstrijd tegen de kampioen van de 2de klasse, SC Wacker Wien en won met 6-0.

### Vicekampioen en degradatie
De volgende seizoenen ging het wat beter met de club, van 1913 tot 1915 slaagde de club er in om 3 keer op rij 7de te worden. Het volgende seizoen werd zelfs de 5de plaats behaald. In 1919 deed de club mee voor de titel. SpC stond zelfs eventjes aan de leiding en voor de laatste speeldag had de club 1 punt achterstand op Rapid Wien en 1 punt voorsprong op Floridsdorfer AC. Beide titelconcurrenten wonnen op de laatste speeldag (8-0 en 4-0) terwijl Rudolfshügel gelijk speelde tegen Wiener AF en daardoor terugviel naar de 3de plaats. Het volgende seizoen deed de club opnieuw mee voor de titel maar opnieuw was Wiener AF de spelbreker, SpC eindigde met 2 punten achterstand op kampioen Floridsdorfer.
In 1919 werd het grootste succes uit de clubgeschiedenis gehaald met de 2de plaats. Rapid Wien domineerde de competitie en versloeg SpC met 3-0 en 7-1. In de beker werd de halve finale gehaald waarin Rapid te sterk was voor 10 000 toeschouwers. De volgende jaren werd de 5de en de 3de plaats behaald. Dan ging het snel bergaf met een 11de plaats in 1922 en een degradatie in 1923. Voor het eerst in de clubgeschiedenis moest de club een sportieve stap terug zetten. 

### Terugkeer in eerste en opheffing
In de 2de klasse Zuid werd de club op indrukwekkende wijze kampioen met 16 punten voorsprong, SpC bleef ongeslagen en won 19 van de 22 wedstrijden. Bij de terugkeer in de hoogste klasse dat toen voor het eerst een profklasse was werd de club laatste met slechts 7 punten, 10 punten achterstand op Slovan Wien en Wiener Sport-Club. Omdat de competitie van 11 naar 13 clubs ging degradeerde niemand. Het volgende seizoen werd SpC voorlaatste, net voor Hertha. In 1927 had de club wel weer prijs met de laatste plaats en 4 punten, dit keer werd er wel gedegradeerd.
In oktober van dat jaar werd de club uit de voetbalbond gezet wegens het niet betalen van lonen aan enkele spelers. In de zomer van 1928 werd de club lid van de voetbalbond VAFÖ maar bleef financiële problemen hebben. In 1934 werd de club uiteindelijk opgeheven, een groot deel van de spelers sloot zich aan bij 1. FFC Vorwärts 06 Wien.